# Taro Goto
Taro Goto (født 24. december 1969) er en tidligere japansk fodboldspiller.
Han har spillet for flere forskellige klubber i sin karriere, herunder Nagoya Grampus Eight og JEF United Ichihara.